# ミハイル・カラシニコフ
ミハイル・ティマフェービッチ・カラシニコフ（ロシア語: Михаи́л Тимофе́евич Кала́шников, ラテン文字転写: Mikhail Timofeyevich Kalashnikov, ロシア語発音: [kɐˈlaʂnʲɪkəf] ミハイール・ティマフィェーヴィチ・カラーシュニカフ、1919年11月10日 - 2013年12月23日）は、ロシアの軍人、銃器設計者、政治家。
史上もっとも大量に製造され拡散しているアサルトライフルである「AK」（露: 7,62-мм автомат Калашникова, 7.62mmカラシニコフ突撃銃）の設計者であり、第二次世界大戦後の旧ソ連を代表する銃器設計者である。

## 経歴
カラシニコフの一族は元々クバン地方に暮らすコサックで、かつては「カラシニク（Калашник）」という姓だった。ロシア風のカラシニコフという姓は、19世紀半ばに一族が農民になった頃に改めたものである。1910年、皇帝ニコライ2世がアルタイ地方への入植と引き換えに農地の譲渡を行うという政策を発表し、カラシニコフ家もこれに従い同地方クリヤー村に入植した。1919年、ミハイル・カラシニコフは18人兄弟の8人目として生を受ける。ただし、18人のうち生き残ることができたのは8人のみであり、カラシニコフが実際に何番目に生まれたのかは定かではない。一家は小さな丸太小屋に暮らし、カラシニコフは他の兄弟と共に農作業を手伝いつつ過ごした。幼少期は病弱な子供だったが外で遊ぶことを好み、また当時から何かを作ることに興味を持っていたという。
第一次五カ年計画が推し進められる中、やがてクリヤー村でも富農撲滅運動に関連した会議が盛んに開かれるようになり、1930年にはカラシニコフ家も土地や農機具を所有していたとして富農に認定された。1932年には農業集団化政策に抵抗したとして一家は財産のほとんどを没収された上に市民権を剥奪され、トムスク州のニージニャヤ・モホヴァヤ（Nizhnyaya Mokhovaya）という追放農民の集落に追放された。その後の厳しい暮らしの中で父が死去している。1934年、カラシニコフは集落を脱走して故郷クリヤー村へと向かった。しばらくは追放前に結婚して故郷近くの村に残っていた姉や兄嫁たちの元で暮らしていたが、まもなく自らの居場所がないと感じた為にニージニャヤ・モホヴァヤに戻った。
1936年、友人であるコルホーズの会計係と共謀して再度脱走を遂げる。この際、パスポートの取得に必要な書類を偽造する為、検印と国の印章を偽造した。カラシニコフはのちに偽装印章について、「これこそ私の最初の発明品である」と語っている。また、再びクリヤー村に向かう途中、会計係の故郷であらかじめ隠してあったブローニング拳銃1丁を回収している。この為にカラシニコフらは地元警察に数日間拘束された。彼はこの拳銃の分解・組立・整備に熱中していたが、村を離れる際にばらばらにしてあちこちに捨てたという。カラシニコフはこの出来事こそが銃器への興味を抱くきっかけだったと回想している。その後は会計係の兄が鉄道員として働いていたカザフスタンに移り、寝台列車に寝泊まりしつつ、鉄道技師や鉄道機関区の政治局技術秘書として働いていた。

### 大祖国戦争
1938年、西ウクライナにて兵役を果たすべく赤軍に入隊する。カラシニコフは入隊式で担当者に機械工作への情熱やその分野での能力をアピールし、戦車操縦士兼整備士としての訓練を受けることとなった。この頃にも戦車兵向けに支給されていたTT拳銃を銃眼から射撃しやすくする為の装置を開発している。1940年5月からキエフ軍管区司令官に就任したゲオルギー・ジューコフ将軍は、兵士の創意工夫を奨励する方針を採っており、週ごとに様々な技術的課題が発表されていた。カラシニコフはこの技術的課題の解決に熱心に取り組み、多数の装置を開発した。戦車のエンジン作動状況を計測する装置を開発した際にはジューコフ自身から直々に賞賛を受け、記念品の腕時計を送られたという。やがてこの装置の量産が決定し、1941年春にはレニングラードの工場へと派遣された。しかし、6月22日にはナチス・ドイツによる侵攻を受け、独ソ戦（大祖国戦争）が勃発する。結局、カラシニコフは装置の量産プロジェクトにほとんど着手することなく連隊へ送り返されることとなった。
当時の赤軍では装備や人員の不足が深刻だったこともあり、カラシニコフは戦闘が始まってすぐに第12戦車師団に所属するT-34戦車の戦車長に任命されている。10月のとある日、カラシニコフがハッチから身を乗り出して周囲の様子を窺っていた時、至近距離に砲弾が着弾した。全身に砲弾片を受けたカラシニコフは意識を失い、負傷者として収容された。その後、他の負傷者らと共に護送されることとなり、ドイツ軍からの襲撃を受けつつもトルブチェフスクまで撤退することに成功した。
病院で療養中、カラシニコフは前線での経験や負傷兵らとの会話を通じて、近代的な自動火器の不足こそが敗北の原因と考えるようになり、短機関銃への関心を強めていった。かつてソ連では国防人民委員代理兼砲兵総監グリゴリー・クリーク元帥のように短機関銃を軽視する高官も多く、ウラジーミル・フョードロフ、ヴァシーリー・デグチャレフ、ゲオルギー・シュパーギンといった自動火器の価値を高く評価する銃器開発者らは政府当局と対立する立場にあった。1939年の冬戦争を経て短機関銃の評価は改められたものの、独ソ戦が幕を開けた1941年の時点では未だ十分に普及していなかったのである。カラシニコフはかつて自らも使用したデグチャレフの短機関銃より優れた銃器を設計しようと考え、病院の図書室で銃器関連の蔵書を読み漁り、様々な兵科の負傷兵が交わす自動火器についての議論に耳を傾けた。

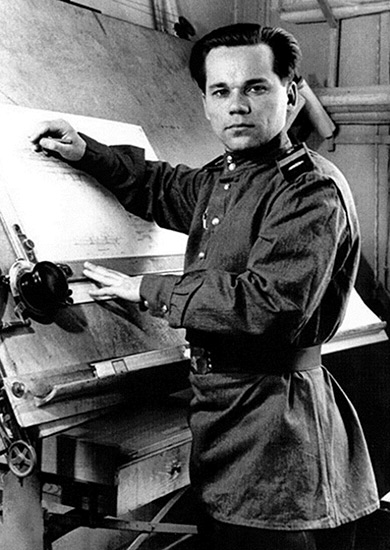
カラシニコフ（1944年頃）

その後もカラシニコフは研究を続けたが、やがて療養休暇を命じられ、戦前働いていた鉄道機関区に向かった。ここで彼は機関区長を説得し、機関区内の作業所や設備を利用する許可を得た。必要なだけの工員を集めたカラシニコフは、現地の軍当局の協力も受けつつ短機関銃の設計を続けた。カラシニコフが手がけた試作銃を検討した地方軍事委員会は、研究施設が疎開していたアルマアタに彼を送ることとした。ここで試作銃に改良が加えられた後、カラシニコフは砲兵士官学校が疎開していたサマルカンドに移動した。ここではアナトリー・ブラゴンラヴォフと出会っている。ブラゴンラヴォフはカラシニコフの試作銃について未完成であるとしつつ、カラシニコフ自身の能力は高く評価していた。その後、モスクワの砲兵総局を経てセルゲイ・シモノフと共にショーロヴォ武器試験場に向かった。カラシニコフはここで短機関銃の設計を完成させた（カラシニコフ短機関銃）。結局採用には至らなかったものの、カラシニコフは軍曹という低い階級に留まりつつも銃器設計者としての身分を認められ、それに対する俸給も受け取るようになっていた。次いで手がけた軽機関銃もシモノフやデグチャレフの設計とのコンペを経て不採用に終わったが、この時の失敗から銃の信頼性や部品の単純さを重視する必要性を感じ始めたという。その後、ショーロヴォ武器試験場にてセミオートマチック・カービンの設計に参加した。この頃、短機関銃の設計者として著名なアレクセイ・スダエフと出会っている。

### AKの開発

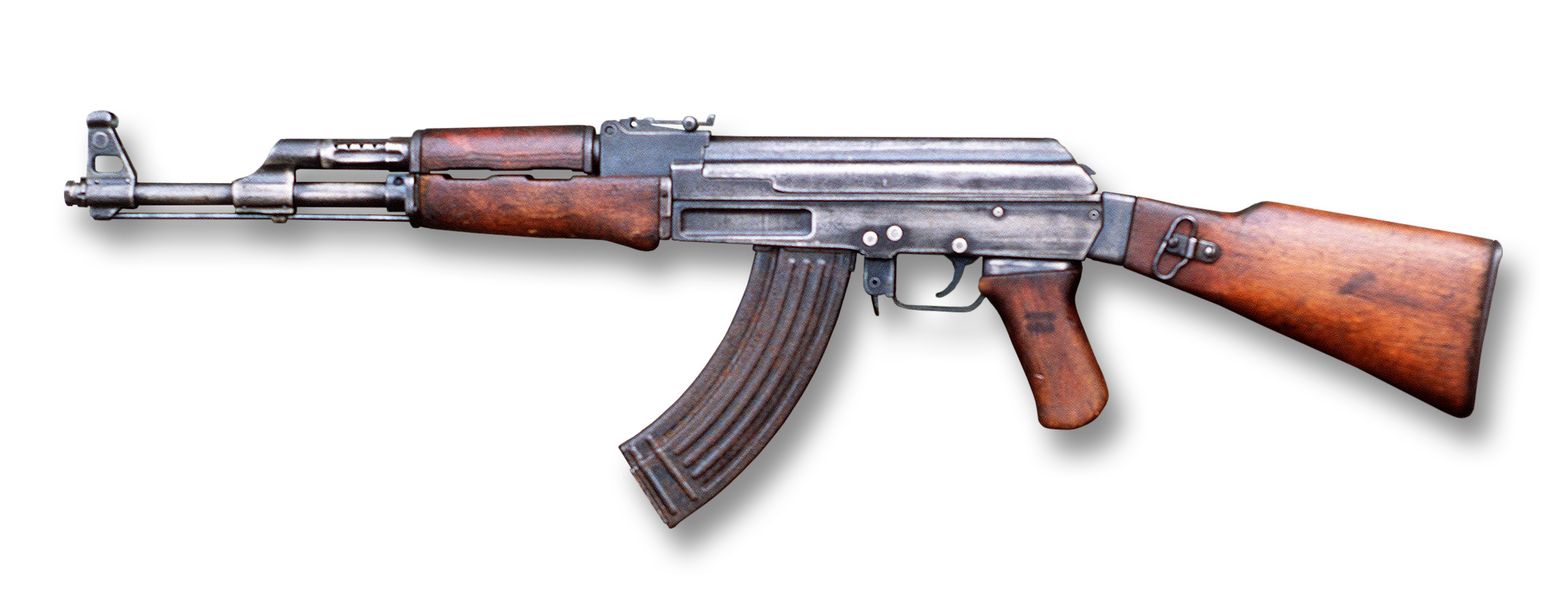
AK突撃銃

カラシニコフが次に参加したのは、新型突撃銃の設計であった。1945年に始まったコンペに参加し、カラシニコフはセミオートマチック・カービンの設計を元に設計を行った。この時、後に妻となる女性技師エカテリーナ・ヴィクトロヴナ・モイセーエワ（Ekaterina Viktorovna Moiseyeva）と知り合っている。カラシニコフの草案から新型突撃銃の設計図面を引いたのは彼女だった。
ドイツ軍のStG44突撃銃に影響を受け（ただし実際の発射機構はアメリカからのレンドリースで受け取ったM1カービンに範をとって）、1946年に後にAKとして知られることになる全自動発射可能な自動小銃を設計した。その年に行われた試験で他の小銃と比較した結果、信頼性と火力の高さを評価され、既に1946年に半自動式のSKS（シモノフ・カービン）が制式採用されていたにもかかわらず、新たにAKの生産が決定される。1949年からソビエト連邦軍内で配布が始まり、1950年代中期以降は広く普及した。のち改良型・派生型の「AKM」や「AK74」も出現している。 
また1958年には分隊支援火器であるRPK軽機関銃、1961年には汎用機関銃であるPK機関銃が採用され、ドラグノフ狙撃銃を除くソ連歩兵の主要な武装の全てがカラシニコフの設計によるものとなった。
彼の設計した小火器は、一般にソ連の兵器らしく簡潔な設計で、並外れて耐久性に優れ、過酷な環境でも確実に作動して、多くの軍人からの信頼を勝ち得た。これらの功績により、2度も社会主義労働英雄称号を与えられ、ソビエト連邦共産党にも入党する。

### AKのその後

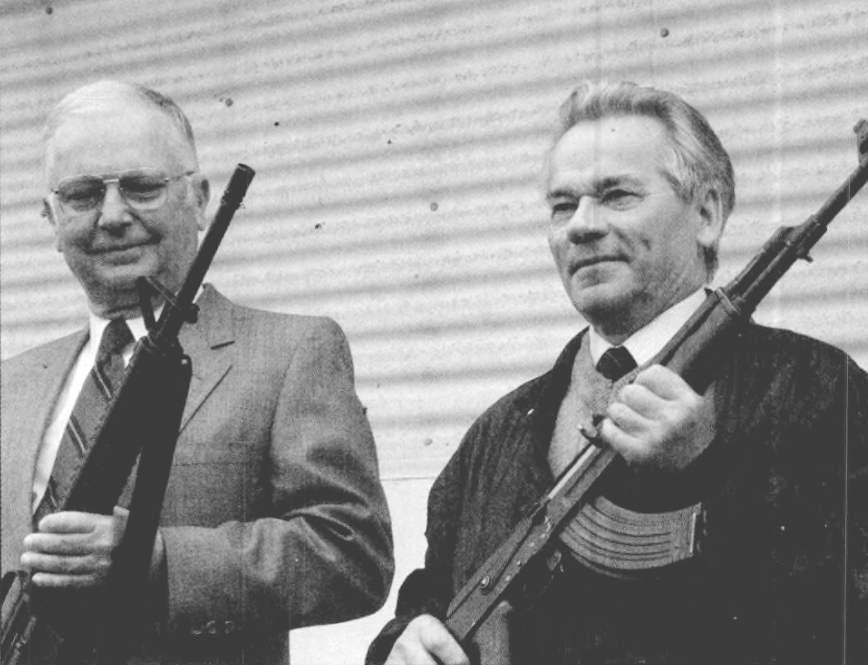
ストーナー（左）とカラシニコフ（右）（1990年5月22日）

マルタ会談による冷戦終結後の1990年5月16日にカラシニコフは渡米してM16自動小銃の設計者であるユージン・ストーナーと初めて対面した。二人は数日間、語り合い、買い物や夕食をともにするなどして親交を結んだ。
ソビエト社会主義共和国連邦解体後の1998年には、聖アンドレイ勲章（Орден Святого апостола Андрея Первозванного）を受けた。引退時の最終的な階級は技術中将であり、この階級は彼の功績から特例として終身有効であった（「退役中将」ではない）。技術工学の博士号を持つ。また、故郷のアルタイ地方には銅像も建てられている。
AKはシンプルな設計で量産に向いていたこと、「どんなに乱暴に扱われても壊れない」「グリスが切れようが水に浸かろうが砂に埋めようが、まだ撃てる」と言われるほどの並外れた耐久性を備えていたことから、旧共産圏をはじめ、発展途上国でライセンス生産品やその改良型、コピー商品が横行した。2009年11月10日、カラシニコフは90歳の誕生日を迎え、モスクワのクレムリンにてメドベージェフ大統領からロシア連邦では最高位の勲章「ロシア連邦英雄」を授与されたが、式典の際、AKが犯罪、テロリズム、紛争で用いられることが多い事実について、「私は母国の領土を守るための武器をつくった。時に不適切な場所で使われたこともあるが、それは私の責任ではない。政治家の責任だ」と事実上の批判をしている。中華人民共和国によるAKのコピー商品生産にも「中国はライセンス切れにもかかわらず、ロシア政府や関係者にことわりなくAKの生産を続けている。彼らは、買い手さえあればどこにでも売る。それがAKの評価を落とすことになる。開発者としてはきわめて不愉快なことだ」と嫌悪感を隠していない。また、少女が軍人に扮している日本の漫画『魔法の海兵隊員ぴくせる☆まりたん』のために、刊行元のホビージャパンがサインを貰いに行った際には「子供に銃を持たせちゃいかんよ！」とコメントしている。
彼の息子であるヴィクトル・M・カラシニコフも武器の設計を手がけている。AK74を代替する次期主要小銃を選定する「アバカンプロジェクト」で試作銃を設計しコンペに出品するが、後に制式採用されるゲンナジー・ニコノフ設計のAN-94に敗退している。その後、エフゲニー・F・ドラグノフの息子であるアレクセイ・E・ドラグノフと共同で短機関銃のPP-19 ビゾーンを設計し、これは1996年にロシア内務省に採用された他、輸出もされている。

### ウォッカと時計
2004年、カラシニコフは「カラシニコフ」ブランドのウォッカを売り出した。テレビインタビューでなぜウォッカに銃と同じ名前をつけたかと聞かれ、「私はいつも著名な自分の銃の名前を良いことをすることで広め、向上させたいと思っている」と答えている。
2005年には時計のブランドとして「カラシニコフ・ウォッチ」を立ち上げている。ブランドキーワードは『自由（LIBERTAD）』、『正義（JUSTICE）』、『団結（SOLIDARIDAD）』、『独立（INDEPENDENCE）』そして『平和（PEACE）』。デザインコンセプトとして、旧ソ連の象徴である赤い星を使用しており、全てのケースバックにはロシア語で「テロリズムのない自由な人生を」というメッセージが刻印されている。

### 晩年

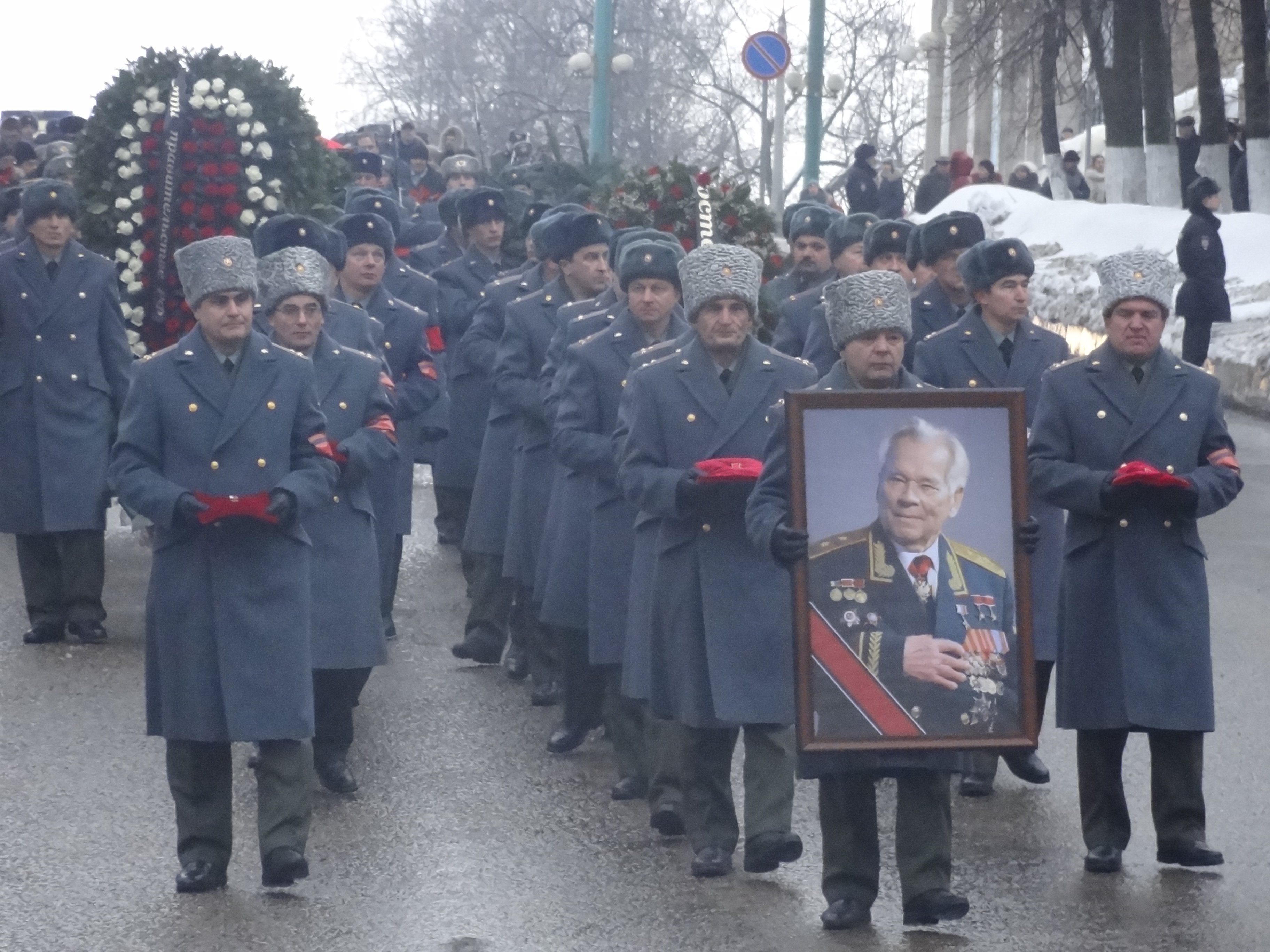
カラシニコフの葬列（2013年12月26日、イジェフスク市内）

2012年、カラシニコフはイジェフスクにある3LDKのアパートで、孫と二人で暮らしていた。兵器会社であるイズマッシュ社の月給は400米ドル。国家功労賞の報賞金や年金を含めても月800ドル程度であった。会社の民営化後、AKの生産に対して0.5％のライセンス料が支払われるようになった。ソ連解体後は、民生用スポーツライフルの開発をしていたが、AK74Mの改良モデルである「AK-200」など、軍用ライフルの設計にも参加している。長期間発射テストを行ってきたため、聴力に障害が出ていたという。
2013年4月、ロシア正教会のトップであるキリル総主教に対し書簡を送り、自ら開発したAKにより多数の人命が奪われたことに対する心の痛みを告白。敵であったとしても人々の死に罪があるのか等の問いかけを行った。これに対して総主教は、「カラシニコフ氏は愛国主義の模範」とする返信を送っている。
2013年11月17日から胃の出血のためイジェフスク市内の病院に入院し、同年12月23日に死去した。満94歳。遺体はモスクワの北東にある連邦軍人記念墓地に埋葬された。

## 映画・テレビ番組
- AK-47 最強の銃 誕生の秘密（ロシア語版）（2020年、ロシア、監督：コンスタンティン・ブスロフ、主演：ユーリー・ボリソフ）
- 映像の世紀 バタフライエフェクト　カラシニコフ銃1億丁 史上最悪の殺人兵器[13]　(2024年5月20日、NHK総合テレビジョン)